# Aleksandra Nikolayevna Pakhmutova
Aleksandra "Alya" Nikolayevna Pakhmutova (tiếng Nga: Александра Николаевна Пахмутова, sinh 9 tháng 11 năm 1929) là một nhạc sĩ của Liên bang Nga hiện nay và Liên bang Xô viết trước kia. Bà được biết tới với vai trò tác giả của nhiều bài hát nổi tiếng của Âm nhạc Xô viết như "Thời thanh niên sôi nổi" hay "Tạm biệt Moskva", ca khúc bế mạc Thế vận hội mùa hè 1980 tại Moskva.

## Tiểu sử
Aleksandra Pakhmutova sinh năm 1929 tại thành phố Beketovka (nay là Volgograd) thuộc Liên bang Xô viết. Bắt đầu tập chơi piano từ nhỏ, Pakhmutova sáng tác nhạc từ năm lên 3 tuổi.
Bà được nhận vào học tại ngôi trường danh tiếng Nhạc viện Moskva từ năm 1943.
Năm 1953, bà tốt nghiệp Nhạc viện Moskva. Ba năm sau (1956), bà hoàn tất khóa học sau đại học dưới sự hướng dẫn của nhạc sĩ Vissarion Shebalin. Trong năm này bà sáng tác ca khúc đầu tiên dành cho thiếu nhi, một tác phẩm phổ nhạc từ thơ của Sergei Grebennikov và Nikolai Dobronravov. Về sau Pakhmutova còn cộng tác với hai nhà thơ này nhiều lần, trong đó Dobronravov đã trở thành người bạn đời của bà.
Năm 1968, bà trở thành thư ký Hội các nhạc sĩ Liên Xô. Bà là một trong những nhạc sĩ được ưa chuộng nhất tại Liên Xô.
Ngày 26 tháng 7 năm 2010, bà trở thành thành viên của Hội đồng Nghệ thuật chính thống giáo Nga.

## Các bài hát nổi tiếng nhất
Lòng ta hằng mong muốn và ước mơ

Bàn tay son sắt giương cao ngọn cờ

Để ngàn đời bền vững Tổ quốc ta

Trời cao muôn ngàn năm chói lòa

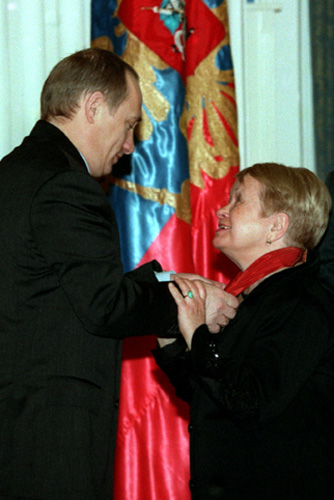
Tổng thống Nga Vladimir Putin bắt tay Aleksandra Nikolayevna Pakhmutova, ngày 7 tháng 3 năm 2000.

— Aleksandra Pakhmutova (nhạc), Oshanin (thơ), "Thời thanh niên sôi nổi"
Trong sự nghiệp của mình Aleksandra Pakhmutova đã đạt được nhiều thành công ở nhiều thể loại âm nhạc, từ các bản giao hưởng, nhạc ballet, nhạc cho thiếu nhi, nhạc phim và đặc biệt là hơn 400 bản nhạc nhẹ dành cho đại chúng. Trong số này đáng chú ý có thể kể tới "Điều quan trọng, bạn ơi, là gìn giữ trái tim không già cỗi", "Dịu dàng", "Chòm sao Gagarin", "Tuyết bỏng", "Tạm biệt Moskva" và "Thời thanh niên sôi nổi". Bài hát Tạm biệt Moskva của Pakhmutova đã được sử dụng để làm bài hát bế mạc cho Thế vận hội mùa hè 1980 tổ chức tại Moskva, Liên bang Xô viết.
Ca từ chiếm vị trí quan trọng trong các nhạc phẩm của Aleksandra Pakhmutova. Những bài hát của bà có sức mạnh hiệu triệu, sức lôi cuốn và tính giáo dục mà âm nhạc để lại trong lòng người nghe. Nhiều thanh niên nam nữ đã thổ lộ rằng họ đến lao động và cống hiến trên các công trường ở Siberia trong điều kiện khắc nghiệt, có một nguyên nhân khiến họ không ngại khó ngại khổ là những ca khúc của Pakhmutova.
Các bài hát nổi tiếng của Aleksandra Nikolayevna Pakhmutova:
- «Беловежская пуща»
- «Белоруссия»
- «Виноградная лоза»
- «Герои спорта»
- «Главное, ребята, сердцем не стареть!»
- «Горячий снег»
- «До свиданья, Москва»
- «Звездопад»
- «Знаете, каким он парнем был»
- «И вновь продолжается бой»
- «Как молоды мы были»
- «Команда молодости нашей»
- «Куба — любовь моя»
- «Мелодия»
- «Надежда»
- «Нежность»
- «Обнимая небо»
- «Орлята учатся летать»
- «Песня о тревожной молодости»
- «Поклонимся великим тем годам…»
- «Птица счастья»
- «Русский вальс»
- «Старый клён»
- «Трус не играет в хоккей»
- «Хорошие девчата»
- «Я не могу иначе»
- «Слушай, теща!»

## Nhạc phim
- 1955 — Экран жизни
- 1956 — За рулём автомобиля
- 1957 — Семья Ульяновых
- 1958 — По ту сторону
- 1961 — Девчата
- 1962 — Яблоко раздора

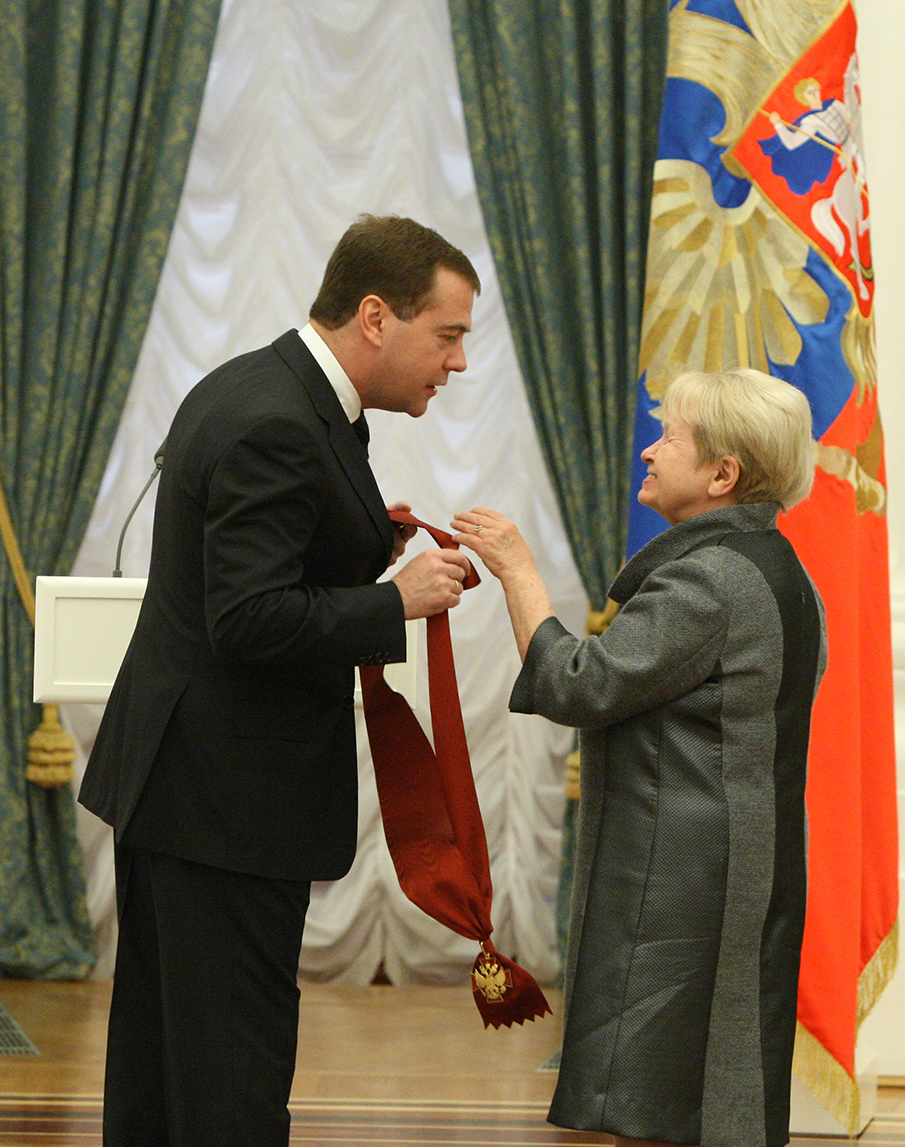
Tổng thống Nga Dmitri Medvedev gặp bà Aleksandra Nikolayevna Pakhmutova ngày 6 tháng 5 năm 2010

- 1964 — Жили-были старик со старухой
- 1967 — Три тополя на Плющихе
- 1974 — Закрытие сезона
- 1975 — Камни говорят
- 1976 — Начальник стройки
- 1976 — «Моя любовь на третьем курсе»
- 1976 — Рождённая революцией
- 1980 — «Баллада о спорте»
- 1981 — О спорт, ты — мир!
- 1982 — Полынь — трава горькая
- 1983 — Товарищ ЧТЗ
- 1985 — Битва за Москву
- 1990 — Облака нашего детства
- 1995 — Сын за отца
- 2004 — Великая Победа. Народная память

## Giải thưởng
Trong sự nghiệp của mình, Pakhmutova đã được chính phủ Liên Xô trước đây và chính phủ Liên bang Nga, Belarus ngày nay trao tặng nhiều giải thưởng và danh hiệu vì những cống hiến của bà:
- Anh hùng Lao động Xã hội chủ nghĩa (năm 1990)
- Hai Huân chương Lenin (năm 1979 và 1990)
- Hai Giải thưởng Nhà nước Liên bang Xô viết (1975 và 1982)
- Nghệ sĩ Ưu tú Liên bang Xô viết (1971)
- Nghệ sĩ Nhân dân Liên bang Xô viết (1984)

## Vinh danh
Năm 1976 một tiểu hành tinh đã được đặt theo tên của Pakhmutova, tiểu hành tinh PAKHMUTOVA 1889,10.8,0.15,173.22205,76.567506,56.160401,13.190544,0.1126391,3.0906279,48800.

## Đời tư
Bà kết hôn với nhà thơ Nikolai Nikolaevich Dobronravov, tác giả của hầu hết các lời bài hát do bà soạn nhạc.